# Алтун, Берфин
Берфин Алтун (тур. Berfin Altun; род. 1 ноября 1999) — турецкая тяжелоатлетка, выступающая в весовой категории до 71 кг.

## Биография
Берфин Алтун родилась 1 ноября 1999 года.
На молодёжном чемпионате Европы 2016 года Алтун участвовала в весовой категории до 63 килограммов. Подняв 82 килограмма в рывке и затем толкнув 105 кг, турчанка завоевала бронзовую медаль. В том же году она участвовала в молодёжном чемпионате мира, где в рывке уступила своему результату 2 килограмма, зато во втором упражнении сумела толкнуть на 6 килограммов больше. С результатом 191 кг она стала шестой. На чемпионате Европы среди юниоров 2016 года Берфин заняла второе место с итоговым результатом 192 кг.
На чемпионате Европы среди юниоров 2018 года Берфин Алтун заняла четвёртое место, перейдя в категорию до 69 кг. Алтун подняла 200 килограммов (85 + 115). В том же году участвовала во взрослом чемпионате мира, тогда же были введены новые весовые категории, в результате чего турчанка стала выступать в соревновании женщин до 71 кг. В Ашхабаде она заняла шестнадцатое место, подняв 201 кг (87 + 114).
На чемпионате Европы 2019 в Батуми Алтун перешла в категорию до 71 килограммов, где стала восьмой, при этом подняв 208 кг (93 + 115). В том же году она участвовала на юниорских чемпионатах мира (в категории до 71 кг, где завоевала бронзу с результатом 206 кг) и Европы (в категории до 64 кг, где завоевала золото, подняв 212 кг).
Вошла в состав сборной Турции на чемпионат Европы в Москве в весовой категории до 71 кг. Завоевала малую бронзовую медаль в упражнении "толчок" с весом на штанге 121 кг, а в итоговом протоколе заняла 6-е место.